# Christophoruskapelle (Schliekum)

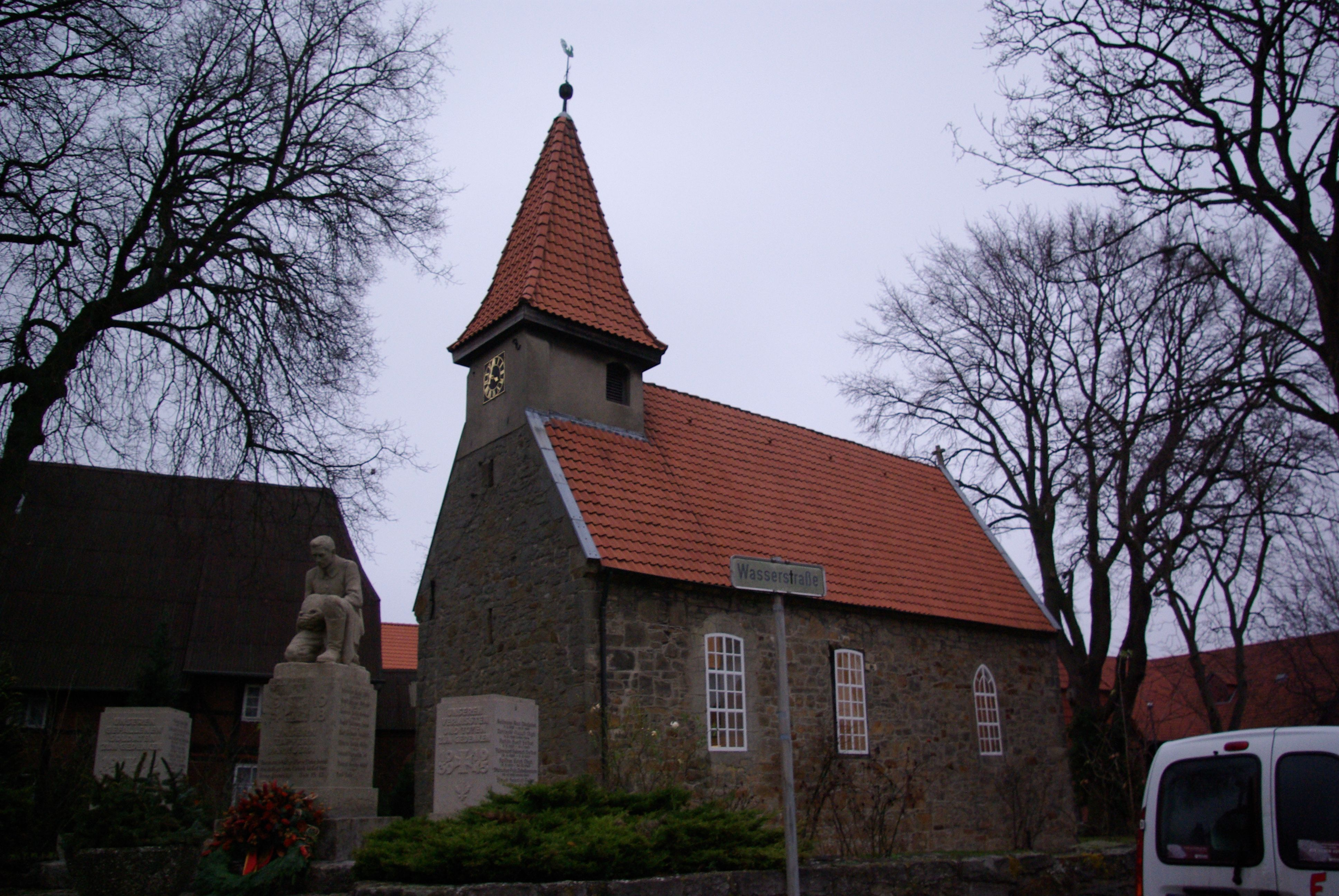
Christophoruskapelle

Die evangelisch-lutherische denkmalgeschützte Christophoruskapelle steht in Schliekum, einem Dorf und Ortsteil der Stadt Sarstedt im Landkreis Hildesheim von Niedersachsen. Die Kapellengemeinde Schliekum-Jeinsen gehört zum Kirchenkreis Laatzen-Springe im Sprengel Hildesheim-Göttingen der Evangelisch-lutherischen Landeskirche Hannover.

## Beschreibung
Die Anfänge der Kapelle aus Bruchsteinen liegen um das Jahr 1000. Sie wurde in drei Bauabschnitten errichtet, das an den unterschiedlichen Formen der Fenster deutlich ist. Der älteste Teil im Westen stammt aus der Zeit um die erste Jahrtausendwende. Er war mit einem Flachdach bedeckt und hatte ein quadratisches Fenster oberhalb des Bildes von Christophorus, das sich an der Nordseite der Kapelle befindet und aus der Entstehungszeit der Kirche stammt. Der Eingang befand sich südlich. Die Breite des Gebäudes entsprach der heutigen Breite der Empore. Der Altar befand sich unterhalb des Christophorusbildes. Im frühen 14. Jahrhundert wurde die Kapelle im zweiten Bauabschnitt nach Osten erweitert und gleichzeitig die Wände erhöht. Rund einhundert Jahre später erhielt der Sakralbau seinen heutigen Grundriss. Zur Kirchenausstattung gehören der Altar mit der Mensa, der an der Ostseite aufgestellt wurde, und die um 1600 gebaute Kanzel. Der Chor erhielt zwei Fenster und ein dreibahniges Maßwerkfenster in der Ostwand. Die letzte Veränderung erfolgte mit der Verlegung des Eingangs von Süden nach Westen im Jahr 1841 und dem Aufsetzen des mit einem spitzen Pyramidendach bedeckten Dachturms, der sich im Westen aus dem Satteldach des Kirchenschiffs erhebt. In ihm wurde auch die alte umgegossene Kirchenglocke aufgehängt.